# COALTAR OF THE DEEPERS
COALTAR OF THE DEEPERS（コールター・オブ・ザ・ディーパーズ）は、日本のロックバンド。1991年に結成された。

## 音楽性
オルタナティヴ・ロックを基盤としながら、シューゲイザー、デスメタル、スラッシュメタル、ポスト・ハードコア、エレクトロニカ、ネオアコ、ボサノヴァ 、サンバ など、様々なジャンルの音楽を取り入れた独自のサウンドを展開する。自身のバンドの音楽性について、NARASAKIは「ネッズ・アトミック・ダストビン＋ダイナソーJr. ÷2ですよ（笑）。そこにマイ・ブラのフレイヴァーが入って。」と表現している。

## 来歴
本項目では、ライブや音源のほか、メンバーの加入・脱退なども記す。
1991年
- 5月、元臨終懺悔のギタリストNARASAKIと元Captain CondomsのドラマーKANNOによって結成される[1]。

2007年
- 11月23日、当時のラインナップであるNARASAKI、KANNO、ナカヤマアキラ、KOJI、村井研次郎、WATCHMANの6人に、NEGISHI、NAGASAWA、ICHIMAKI、YOSHIOの4人を加えたスペシャルライブが新宿LOFTにて行われた。最後のステージではICHIMAKIを除く9人による「killing an arab～MARS ATTACKS!」が演奏された。

なお、その際にはナカヤマアキラ、KOJI、NEGISHI、KANNOがギター、WATCHMANがドラム、村井がバイオリン（当日の出演はこの時のみ）、YOSHIOがベース、NARASAKI（MARS ATTACKS!から登場）がボーカル、という編成で演奏した。なお、NAGASAWAは傍らでシャウトをするなどしていた。
2009年発売のベスト版第2弾にて同ライブの映像が収録されたDVDがついた。
2011年
- 2008年を最後にライブ活動がなかったが、2011年2月3日・4日、新宿LOFTにて「まさかの復活」ライブ開催。YOSHIO、WATCHMANを除く上記2007年のライブメンバーが全員参加。4月2日、代官山UNITにて結成20年記念公演。7月17日、新宿LOFTにて20周年ライブ追加公演。

2019年
- 1月23日、渋谷O-NESTにて開催された「VINYL JUNKIE RECORDINGSの新年会イベント」のトリに出演。編成はVISITORS team（初期メンバー）であった。

## メンバー
- NARASAKI：ボーカル/ギター/ベース/プログラミング
  - ほとんどの楽曲の作詞・作曲をしている。
  - バンド・特撮でギタリストおよびサウンドプロデュースをしている。
- KANNO：ドラム

### サポート
- ナカヤマアキラ：ギター（Plastic Tree）
  - サポートメンバーとして参加する以前からCOALTAR OF THE DEEPERSのサウンドに影響されており、自身のバンドPlastic Treeの楽曲制作にNARASAKIも携わっている。
  - Plastic Treeとライブの日程が重なる場合にはサポートを外れ、NARASAKIがギターを演奏する。
- Koji：ギター/ベース（excocobat）
  - 1998年頃、かけもちしていたCOALTAR OF THE DEEPERSに専念するため、当時在籍していたcocobatを一時脱退（cocobatの原型バンドにはKANNOも参加）、ICHIMAKI（後述）の加入と入れ替わる形で再びcocobatに復帰。2002年、cocobat脱退後、ICHIMAKIが産休に入っていたため、再度入れ替わりで同年よりCOALTAR OF THE DEEPERSのサポートに加わり現在に至る。2011年の復活ライブではベースも演奏した。
- 村井研次郎：ベース（cali≠gari, CYCLE, PSG, ex-SEX MACHINEGUNS）(2007年〜)
  - ライブではコントラバスやバイオリンなども演奏。『BEAR ep』のレコーディングに参加。
  - 特撮でのサポート経験もあり、同じくNARASAKIがプロデュースしている絶望少女達ではバンドメンバーとして参加している。

### 旧メンバー
かつてCOALTAR OF THE DEEPERSに参加していたメンバー（サポート含む）。
- watanabe：ボーカル(1991, 1992年)
- takatori(高取伸和)：ギター(1991〜1994年, 1996年)(Z旗)
  - 1995年～翌年にかけて一時復帰している。『Visitors from the deepepace』にはクレジットされておらず、ライブも4人編成であったが、大槻ケンヂのアルバムにて『未成年』をカバーした際にはNegishiと共にギターでクレジットされており、彼も含めた5人編成になっている。negishiが脱退した後もギターとして参加していたが、nagasawaの代わりにサポートに入ったベースのnoriと共に1996年に脱退。それ以降はサポートメンバーに加わることもなく、旧メンバーが集結する際にも参加していなかったが、2023年の「COTD x Boris with 明日の叙景 "hello there" tour 2023」などに参加している。"COALTAR OF THE DEEPERS"というバンド名の名付け親でもある。KNOB名義でTHE OTHER SIDE、CRAWFISHでも活動していた。
- negishi：ギター(1993〜1995年) (レーザービーム)
- nagasawa：ベース(1991〜1995年)
  - 結成当初からのメンバー。2007年11月23日のライブでは、坊主頭にタトゥー、ボディピアス、仙人のような髭、という強面スタイルで現れた。「ツヨシ」と名前で呼ばれることも多く、脱退後はこちらのクレジットでの活動がメインである。ツヨシ・ヒマワリ、ツヨシ・デーモンなど。脱退後はSPEED-iD、MONKEY TRICK、THE LECHERY FROM MARSで活動。現在はnegishiと共にレーザービームで活動中。
- nori：ベース (1996年) (NUKEY PIKES)
  - 一時期サポート。
- fjtk(藤高慶)：ギター (1996, 1997年)
  - takatoriとnoriの脱退を受けて、1997年頃サポート。千葉大学の学生サークル出身者メインで結成されたホットトースターズというバンドをやっている（なお、fjtkと共に、ホットトースターズからギターとして千田も3週間ほどライブサポートを行っている）。『Cat ep』、『Receive ep』にギタリストとしてクレジットされている。
- ICHIMAKI(イチカワマキコ)：ギター/ボーカル (ex-BP)（ex-COWPERS コーラス参加）(1999〜2001年)
  - 『Dog ep』から加入。2001年アルバム『NO THANK YOU』リリース後に産休入り、そのままKojiと入れ替わる形で事実上の脱退。度々ゲストとしてライブに参加している。
- YOSHIO：ベース (1996〜2007年)
  - 1996年頃、noriが脱退後、10年ほどyoshioが固定メンバーとなる。2007年に脱退。NARASAKIからは「諸事情により」としか説明がないままの脱退となった。加入当初KAWANAKAと表記された。RYO名義でTHE OTHER SIDE、CRAWFISHでも活動。
- WATCHMAN a.k.a.大島昌樹：シンセサイザー/キーボード/エフェクト/コーラス(The Sleepwalk, Sadesper Record, , ex-サタニックヘルスローター：ドラム ex-Melt-Banana)
  - 『newave』リリース時からサポートとして加わり、『Penguin e.p』から音源に参加。演奏以外にも作詞・編曲・リミックス『Yukari Telepath』では一部ブックレット・アートワークを手掛けている。ライブではKANNOがフロントに立つ際、代わりにドラムを叩いていた。

## ディスコグラフィー

### シングル
- DEAR FUTURE (2011年8月31日) MBS・TBS系テレビアニメ『輪るピングドラム』エンディングテーマ
  - 渋谷慶一郎、堀江由衣、リンゴ・デススターらによる表題曲のカバー・リミックスバージョンが収録されている。

### アルバム
- THE VISITORS FROM DEEPSPACE(1994年)
- SUBMERGE(1998年)
- THE BREASTROKE(1998年, 2008年再発) ※ベスト盤
- COME OVER TO THE DEEPEND(2000年)
- NO THANK YOU(2001年)
- newave(2002年)
- Yukari Telepath(2007年)
- THE BREASTROKE II(2010年)
  - 1998年発表の「SUBMERGE」から2007年発表の「BEAR EP」までの楽曲を選曲、リマスタリングして収録されたベスト盤。
  - 入手困難な音源である「h/s/k/s」、「Crawl to me」が収録されている。
  - iTunes Storeでは、アルバム購入でのみダウンロードできる未発表曲「Takecopter」が配信されている。
- REVENGE OF THE VISITORS(2021年)
  - 1stアルバム「THE VISITORS FROM DEEPSPACE」に収録されている曲を、当時のメンバーで新たに再録音した音源を収録。
  - 日米同時発売され（アメリカではNeedlejuice Recordsからの発売）、この作品が実質的な海外デビュー作品となった。

### EP・ミニアルバム
- WHITE EP(1991年)
  - ボーカルがWATANABEである。NARASAKIとはクラブで知り合った仲らしい。本作にある曲が元となった「The Lightbed」は、そのクラブでの楽しいときがずっと続けばいいのに、というテーマの詞だとNARASAKIは語っている。尚、ベースにはISUZUなる人物がクレジットされているが、詳細は不明。レコーディングは既にNAGASAWAが加入していた。
- QUEEN'S PARK ALL YOU CHANGE(1992年)
  - タイトルの由来はロンドンの地下鉄の駅のアナウンス。既に海外に売り込みを開始する等、日本の一般的なシーンには収まらない活動を既にこの頃からしていた。
- SINKING SLOWLY(1992年)
  - TAKATORIは「MY SPEEDY SARAH」でサポート参加の形になっている。当時の正式メンバーはNARASAKI、KANNNO、NAGASAWAの3名。
- GUILTY FOREST（アナログ7インチ　1994年）
  - アナログ盤のためか、あえてざらざらとした質感の音質で収録されている。
- CAT EP1(1997年)
  - 本作からKAWANAKA（YOSHIO）正式加入。3人編成でギターはサポートメンバー。
- CAT EP2(1997年)
  - 当初のCAT EPの音質をNARASAKIが気に入らなかったために、再度リリースされた。収録曲「夏の行人坂」の後半部の長い無音部分の後に、別に楽曲が挿入されている。エンジニアはDef.Masterのyu-mi。
- receive ep(1998年)
  - アルバム『SUBMERGE』と同時リリースされた。「Receive Assimilation」の演奏時間は13分だが、『SUBMERGE』では、終盤5分以上のアンビエント部分をカットしたハーフサイズバージョンが収録されている。現在ライブではフルサイズで演奏されている。同曲はドラムとコーラス以外全てNARASAKIが演奏しており、KAWANAKA脱退と前後する2007年の音源でもそうなっている（クレジット上、レコーディングには村井は関わっていない）。元々、NARASAKIは気持ちよい音を実現するため宅録のデモ段階で既に完成品に近いクオリティにもっていってしまうため、メンバー加入・脱退が絡まった時期は、必然的にドラム以外NARASAKIがクレジットされた音源が出ることとなる。2曲目のNot a GodはイギリスのバンドTh' Faith Healersのカバー。
- DOG EP(1999年)
- ROBOT EP(2001年)
  - 収録曲の「THE SYSTEMS MADE OF GREED」はNIKE PRESTのCMに使われた「RAGE」のサビにNARASAKIとICHIMAKIのツインボーカルを挿入したもの(『NO THANK YOU』に収録されている方はサビが演奏のみになっており、また、イントロが若干長くなっている)。
- MOUSE EP(ライブ会場での限定発売　2004年)
- PENGUIN EP(2004年)
- TORTOISE EP(2007年)
  - 収録曲「EVIL LINE」はPlastic Treeの有村竜太朗との共同作詞で、ビリー・アイドルやジャーニーの様な80年代産業ロックをイメージして作られた。
- BEAR EP(2007年)
  - 『COALTAR OF THE DEEPERS EP BOX SET 1991～2007』に収録されており、単独リリースはされていない。「Sound Magazine」に4ヶ月連続でNARASAKIの本作制作インタビューが掲載された。
- RABBIT EP(2018年)
  - 11月14日のリリースに先行して8月31日に収録曲から「SUMMER GAZER'92」がiTunes限定で配信された[6]。同曲はiTunesオルタナティブチャートで初登場2位を記録した[7]。NARASAKIが自身のTwitterアカウントでPostPetの画像とともに、実はCAT EPからRABBIT EPまで関連性があったと発言、ファンの間で驚きの声が上がった[8]。

### CD BOX
- COALTAR OF THE DEEPERS EP BOX SET 1991～2007(2007年)
  - 「WHITE EP」から「MOUSE EP」までの9枚に最新の未発表作品『BEAR EP』を収録した初回生産限定のBOXセット。オリジナルのアートワークを採用した紙ジャケット仕様。リマスタリングも施されている。後に、iTunes Storeにおいて『SINKING SLOWLY』以外のタイトルが配信された。

### 配信限定シングル
- SUBLIMATION (2019年3月29日)
  - iTunes限定で配信された、HOT TOASTERSとのコラボ曲[9]。

- HALF LIFE (2019年12月11日)

### DVD
- FOREVER(2005年)
  - ライブDVD+CDの2枚組。「C/O/T/D」をはじめとするPV4曲に加え、ライブ映像、メンバーへのインタビュー、PV「DEAD BY DAWN」のメイキング映像などが収録されている。

### コンピレーション・アルバム
- RAD(「ATOMIC JOE」収録)
- ZK SAMPLER(「crawl to me」収録)
- DANCE 2 NOISE 003(「My Speedy Salah」収録)
- DANCE 2 NOISE 006(「EARTH THING」収録)
- Digital Catastroph 1997(「Breast Stroke」、Christoph de Babalonによる同曲のリミックスを収録)
- Factory CD(「Thunderbolt」収録)原曲とはキーが異なる。
- Indies Magazine Vol.21(「C.O.T.D」収録)
- ZK SAMPLER "Slice of Reality"(「crawl to me」「crawl to me(unrelease version)」収録)
- Greatful SOUND～tribute To "Beck"(「h/s/k/s」収録)
- シューゲイザー至上主義(「sunny days」収録)
- THE LIGHT SHINES INTO YOUR DREAM(「Hallucination」収録。デジタルリリースのみ)

### その他
- 2008年MARS SIXTEENとのコラボレーションTシャツ発売。